# Zoan
Zoan (oversat til "Dyre System") er en af de tre Djævle Frugt typer fra One Piece-universet. Denne type frugt tillader brugeren at forvandle sig til en anden art og en semi art, hybrid form. Zoan typer er specielt effektive i nær kamp.
Zoan er også den eneste type frugt der kan være flere af samme type, men med en anden model. Faktisk er Zoan typer ofte opdelt i Serier, med flere modeller i samme serie.
Zoan typen har også yderligere tre kategorier:
Kødædere Zoan: Giver en evnen til at forvandle sig til rovdyr, så som ulve, leoparder, osv.
Urgamle Zoan: Giver en evnen til at forvandle sig til uddøde væsner, så som dinosaurer.
Mytiske Zoan: Giver en evnen til at forvandle sig til mytiske væsner, så som en Buddha, eller en Phønix.

Menneske-Menneske serien
Menneske-Menneske frugten: Spist af Tony Tony Chopper. Giver et dyr evnen til at forvandle sig til et menneske, eller et menneske hybrid, og forsyner den med menneskelig intelligens. Hvis et menneske spiser denne djævlefrugt, vil personen ikke længere kunne svømme. 
Menneske-Menneske frugten, Model: Daibutsu: Spist af  Sengoku, Flåde Admiral ved Marinen, er en mytisk Djævle Frugt der giver brugeren evnen til at forvandle sin til en Daibutsu (en kæmpe Buddha statue).

Hund-Hund serien
Hund-Hund frugten, Model: Sjakal: Spist af Chaka. Giver en evnen til at forvandle sig til en sjakal, eller sjakal hybrid.
Hund-Hund frugten, Model: Gravhund: Spist af bazookaen Lassoo. Giver en evnen til at forvandle sig til en gravhund, eller gravhund hybrid. Her ser man godt nok en bazooka, der har "spist" en djævlefrugt. Hvordan dette kan lade sig gøre, vides endnu ikke.
Hund-Hund frugten, Model: Ulv: Spist af Jabra. Giver en evnen til at forvandle sig til en ulv, eller ulv hybrid.

Okse-Okse serien
Okse-Okse frugten, Model: Bison: Spist af Dalton. Giver en evnen til at forvandle sig til en bison, eller en bison hybrid.
Okse-Okse frugten, Model: Giraf: Spist af CP9 agenten Kaku. Den giver en evnen til at forvandle sig til en giraf, eller en giraf hybrid. I dette mellemstadie bliver Kaku til en meget firkantede giraf som ser tæmmelig sjov ud men forstærker hans CP9 teknikker yderligere.

Kat-Kat serien
Kat-Kat frugten, Model: Leopard: Spist af CP9 agenten Rob Lucci. Den giver en evnen til at forvandle sig til en leopard, eller leopard hybrid. I Luccis mellemstadie bliver hans CP9 teknikker meget stærkere end normalt, men Lucci har udviklede en "kampform" som er mindre end hans normale mellemstadie men en del hurtigere.

Fugl-Fugl serien
Fugl-Fugl frugten, Model: Falk: Spist af Pell. Giver en evnen til at forvandle sig til en falk, eller falk hybrid.

Slange-Slange serien
Slange-Slange frugten, Model: Anaconda: Spist af Boa Sandersonia. Giver en evnen til at forvandle sig til en anaconda eller en anacondahybrid.
Slange-Slange frugten, Model: Konge Cobra: Spist af  Boa Marigold. Giver en evnen til at forvandle sig til en kongecobra eller en kongecobrahybrid.

Salamander-Salamander serien
Salamander-Salamander frugten, Model: Axolotl: Spist af Smiley. Giver en evnen til at forvandle sig til Axolotl, eller en Axolotl hybrid.

Enkelt model serien
Muldvarp-Muldvarp frugten: Spist af Miss Merry Christmas. Giver en evnen til at forvandle sig til en muldvarp, eller en muldvarp hybrid.
Heste-Heste frugten: Spist af fuglen Pierre. Giver en evnen til at forvandle sig til en hest, eller en hest hybrid. Pierre kan bruge sit mellemstadie til at forvandle sig til en pegasus. 
Elefant-Elefant frugten: Spist af Funkfreed(sværd). Giver evnen til at forvandle sig til en elefant, eller elefant hybrid.